# Гіллсборо-Пайнс (Флорида)
Гіллсборо-Пайнс (англ. Hillsboro Pines) — переписна місцевість (CDP) в США, в окрузі Бровард штату Флорида. Населення — 496 осіб (2020).

## Географія
Гіллсборо-Пайнс розташоване за координатами 26°19′34″ пн. ш. 80°11′44″ зх. д. / 26.32611° пн. ш. 80.19556° зх. д. (26.326100, -80.195467).  За даними Бюро перепису населення США в 2010 році переписна місцевість мала площу 0,43 км², уся площа — суходіл. В 2017 році площа становила 0,54 км², уся площа — суходіл.

## Демографія
Згідно з переписом 2010 року, у переписній місцевості мешкало 446 осіб у 149 домогосподарствах у складі 114 родин. Густота населення становила 1045 осіб/км².  Було 153 помешкання (359/км²).
Расовий склад населення:
| - 93,9 % — білих - 5,2 % — чорних або афроамериканців - 0,4 % — азіатів |

До двох чи більше рас належало 0,0 %. Частка іспаномовних становила 10,3 % від усіх жителів.
За віковим діапазоном населення розподілялося таким чином: 26,5 % — особи молодші 18 років, 63,9 % — особи у віці 18—64 років, 9,6 % — особи у віці 65 років та старші. Медіана віку мешканця становила 41,3 року. На 100 осіб жіночої статі у переписній місцевості припадало 110,4 чоловіків;  на 100 жінок у віці від 18 років та старших — 101,2 чоловіків також старших 18 років.
Середній дохід на одне домашнє господарство  становив 71 211 долар США (медіана — 80 300), а середній дохід на одну сім'ю — 74 435 доларів (медіана — 80 700). 
Цивільне працевлаштоване населення становило 176 осіб. Основні галузі зайнятості: освіта, охорона здоров'я та соціальна допомога — 18,2 %, роздрібна торгівля — 17,6 %, мистецтво, розваги та відпочинок — 16,5 %.